# الموسيقيون (كارفاجيو)
الموسيقيون (تقريبًا 1595) هي لوحة للرسام الإيطالي في فن الباروك مايكلانجلو دا ميريزي دا كارافاجيو (1571-1610). توجد اللوحة حاليًا في متحف المتروبوليتان للفنون في نيويورك.